# 楔裂銀杏屬
楔裂銀杏属是银杏类植物的一个营养叶的形态属，其下有多個有效形態種。
楔裂銀杏的叶呈楔形，单生于短枝上，不具有清晰的叶柄，叶脉两歧分叉，叶脉都多于4条，叶表皮构造为双面气孔式。